# 四沧区
四沧区，中华人民共和国山东省青岛市原辖区。位于主城区西北部。

## 历史沿革
- 1929年9月由南京国民政府设置四沧区。
- 1935年5月，四沧区撤销，调整为四方和沧口二区；9月，四方、沧口两区又合并为四沧区。
- 1951年，四沧区撤销，调整为四方和沧口二区。